# تيار بيديرسين
تيار بيديرسن (بالإنجليزية: Pedersen current)‏ هو تيار كهربائي يتكون في اتجاه المجال الكهربائي المطبق عندما يتعرض مادة موصلة تحتوي على حوامل شحنة إلى مجال كهربائي خارجي ومجال مغناطيسي خارجي. تظهر تيارات بيديرسن في مادة حيث تتصادم حوامل الشحنة مع الجسيمات في المادة الموصلة بتردد مشابه تقريبًا للتردد الدائري الذي يسببه المجال المغناطيسي. وترتبط تيارات بيديرسن بقيمة توصيلية بيديرسن، التي تعتمد على المجال المغناطيسي المطبق وخصائص المادة.

## انظرأيضا
- كهرطيسية
- هيدروديناميكا مغناطيسية